# Červen 2014
1. června – neděle 
 Policie ve francouzském Marseille zadržela 29letého muže podezřelého z útoku na bruselské židovské muzeum.
 V důsledku politických nepokojů abdikoval prezident Abcházie Aleksandr Ankvab.
 Kamerunská armáda osvobodila dva unesené kněze a řeholnici.
2. června – pondělí 
 V Indii rozdělením Ándhrapradéše vznikl nový spolkový stát Telangána.
 Španělský premiér Mariano Rajoy oznámil abdikaci krále Juana Carlose I. Novým králem by se měl stát korunní princ Felipe.
3. června – úterý 
 Saúdskoarabské úřady oznámily, že koronavirus MERS si v zemi vyžádal již 282 obětí.
 Za bojkotu opozice probíhají v Sýrii prezidentské volby, očekává se vítězství současného prezidenta Bašára al-Asada.
4. června – středa 
 200 tisíc lidí si v Hongkongu připomnělo oběti masakru na náměstí Nebeského klidu.
 V 93 letech zemřel Chester Nez, poslední žijící tvůrce navažského vojenského kódu využívaného americkou armádou během druhé světové války na tichomořském bojišti.
 V septiku katolického sirotčince v irském městě Tuam v hrabství Galway byly objeveny ostatky 796 nekřtěňátek narozených svobodným matkám v letech 1925 až 1963.
 Národní rada Slovenské republiky schválila změnu slovenské ústavy, v níž nově definovala manželství jako svazek mezi mužem a ženou. 
5. června – čtvrtek 
 Americký filmový institut udělil cenu za celoživotní dílo herečce Jane Fondové, držitelce dvou Oscarů.
6. června – pátek 
 Obvodní soud pro Prahu 1 obdržel obžalobu Jany Nečasové, Ondreje Páleníka a Milana Kovandy v kauze zneužití obranného zpravodajství.
 V Normandii za účasti válečných veteránů i hlav států proběhly oficiální oslavy 70. výročí vylodění spojeneckých jednotek, které znamenalo otevření západní fronty za druhé světové války. 
7. června – sobota 
 Ukrajinská krize: Petro Porošenko složil prezidentskou přísahu a stal se tak prezidentem Ukrajiny.
 Ozbrojenci Islámského státu v Iráku a Levantě krátce obsadili univerzitu ve městě Ramádí v provincii Anbár.
8. června – neděle 
 Při útoku Tálibánu na Džinnáhovo mezinárodní letiště v pákistánském Karáčí zemřelo 26 lidí.
 Na základě pozvání papeže Františka se ve vatikánských zahradách uskutečnila společná modlitba izraelského prezidenta Šimona Perese a palestinského prezidenta Mahmúda Abbáse.
 Povstalecké hnutí FARC vyhlásilo dočasné příměří a pokračuje ve vyjednávání mírové smlouvy s kolumbijskou vládou.
 Při bombovém útoku na sídlo Vlastenecké unie Kurdistánu zemřelo nejméně 17 lidí.
 Americká liga divadel a producentů vyhlásila vítěze cen Tony za počiny a výkony na Broadwayských jevištích.
9. června – pondělí 
 Organizace islámské spolupráce požaduje omluvu za nedávné „mylně stereotypizující a islamofobní“ výroky českého prezidenta Miloše Zemana.
 Ruský soud poslal na doživotí za mříže dva hlavní pachatele vraždy Anny Politkovské.
 Parlamentní volby v Kosovu vyhrála Demokratická strana Kosova premiéra Hashima Thaçiho.
 Syrský prezident Bašár al-Asad vyhlásil všeobecnou amnestii.
 Disneyho kreslená postavička Kačer Donald oslavila 80. narozeniny.
10. června – úterý 
 Novým prezidentem Izraele byl zvolen Re'uven Rivlin.
 Ozbrojenci hlásící se k Islámskému státu v Iráku a Levantě obsadili vládní budovy v iráckém Mosulu, hlavním městě provincie Ninive, kterou nyní zcela ovládají.
 Britská královská společnost nauk oznámila, že software Vladimira Veselova splnil Turingův test umělé inteligence.
11. června – středa 
 V důsledku únosu a vraždy konžského vojáka došlo k těžkým pohraničním střetům mezi ozbrojenými silami Demokratické republiky Kongo a Rwandy.
 Islámský stát v Iráku a Levantě ovládl Tikrít, rodné město Saddáma Husajna. Z nedávno obsazeného Mosulu uprchlo půl milionu lidí.
 Jihokorejská policie se neúspěšně pokusila zatknout majitele potopeného trajektu Sewol a vůdce křesťanské sekty Ju Pjong-una.
12. června – čtvrtek 
 Brazílie porazila Chorvatsko 3:1 v úvodním zápase Mistrovství světa ve fotbale 2014. 
 Prezident republiky Miloš Zeman jmenoval Vojtěcha Šimíčka soudcem Ústavního soudu. Oznámil také termín podzimních komunálních voleb 10. a 11. října.
 Irácká armáda započala bombardování Mosulu obsazeného sunnitskou islamistickou skupinou ISIL. Kurdská Pešmarga obsadila Kirkúk.
 Studie britských vědců konstatuje, že v důsledku hospodářské recese byl zvrácen předchozí evropský trend poklesu sebevražednosti. Růst počtu sebevražd zaznamenaly také Spojené státy americké a Kanada.
13. června – pátek 
 Prezident Spojených států Barack Obama navštívil siouxskou indiánskou rezervaci Standing Rock. Stal se tak po Franklinu Delano Rooseveltovi a Billu Clintonovi třetím americkým prezidentem, který ve svém úřadě navštívil indiánskou rezervaci.
 Ministr obrany Arsen Avakov oznámil, že ukrajinská armáda dobyla přístavní město Mariupol.
 Průvodem masek skončil v Brně 5. ročník festivalu Divadelní svět. Mezitím v Litomyšli začal 56. ročník mezinárodního operního festivalu Smetanova Litomyšl.
14. června – sobota 
 Povstalci z Luhanské lidové republiky sestřelili během přistávání ukrajinský letoun Iljušin Il-76. Usmrtili 49 ukrajinských vojáků.
 Finský Švéd Alexander Stubb byl zvolen novým předsedou Strany národní koalice a premiérem Finska.
 Proběhl 11. ročník Pražské muzejní noci.
15. června – neděle 
 Andrej Kiska složil prezidentskou přísahu.
16. června – pondělí 
 Kolumbijským prezidentem byl opětovně zvolen Juan Manuel Santos.
 Při útoku somálského islamistického hnutí Aš-Šabáb v keňském Mpeketoni bylo zabito 48 lidí.
18. června – středa 
 Bývalý turecký prezident, 96letý Kenan Evren byl odsouzen na doživotí za svou roli ve vojenském převratu v roce 1980.
 Lucemburský parlament uzákonil stejnopohlavní manželství.
 Luba Skořepová a Miloš Nesvadba odehráli poslední představení svého 66letého angažmá v Národním divadle.
 Zemřel architekt Petr F. Bílek, někdejší předseda České komory architektů a spoluautor Nové scény Národního divadla.
19. června – čtvrtek 
 V Madridu proběhla slavnostní korunovace nového španělského krále Filipa VI. 
21. června – sobota 
 Ve věku 90 let zemřela vynálezkyně kevlaru Stephanie Kwoleková.
 Egyptský soud potvrdil trest smrti pro 183 příznivců Muslimského bratrstva.
 Na seznam světového dědictví UNESCO byly zapsány klášter Corvey v německém Höxteru, historické centrum saúdskoarabské Džiddy, citadela v iráckém Arbílu, palestinská vesnice Battir, systém inckých stezek Qhapaq Ñan, továrna Van Nelle v nizozemském Rotterdamu a hedvábná manufaktura v japonské Tomioce.
22. června – neděle 
 Na seznam světového dědictví UNESCO byly zapsány jihokorejský Namhansanseong, čínský Velký kanál, Hedvábná stezka z čínského Čchang-anu do středoasijského Sedmiříčí, indický Rani ki vav, barmská Starobylá města Pyu a íránské město Shahr-I Sokhta. Dalšími památkami jsou vnitrozemská delta Okavanga, Chauvetova jeskyně u Pont d'Arc, jeskyně Bejt Guvrin a Mareša, vinařské oblasti v Piemontu, turecká města Bursa a Cumalıkızık, starořecký Pergamon a pravěké naleziště Poverty Point ve Spojených státech. 
23. června – pondělí 
 Bulgarský archeologicko-historický komplex v Rusku, předkolombovské Diquiské náčelnické osady s kamennými koulemi v Kostarice, Krajinný komplex Trang an ve Vietnamu, indický Národní park Velký Himálaj, filipínská rezervace okolo Mount Hamiguitan, dánský Stevns Klint a Jihočínská krasová oblast byly zapsány na Seznam světového dědictví UNESCO.
 Organizace pro zákaz chemických zbraní oznámila, že ze Sýrie odvezla k likvidaci poslední náklad vládních chemických zbraní.
 Nejvyšší súdánský soud osvobodil lékařku Meriam Ishagovou odsouzenou k trestu smrti za údajné odpadnutí od islámu.
24. června – úterý 
 Organizace Lékaři bez hranic prohlásila, že nemá pod kontrolou epidemii eboly, která si v západní Africe vyžádala již 350 obětí, nejvíce od objevení viru v roce 1976.
 Novozélandské Kermadekovy ostrovy zasáhlo zemětřesní o síle 7,2 stupňů Richterovy škály. Varování před vlnou tsunami nebylo vydáno.
 Albánie zaplatí ČEZu 2,8 miliardy korun, aby se vyhnula mezinárodní arbitráži.
 Efrajim K. Sidon rezignoval na funkci vrchního rabína Židovské obce Praha.
25. června – středa 
 Národní památkový ústav rozhodl o vydání Kostela svatého Jana Nepomuckého na Zelené hoře u Žďáru nad Sázavou příslušné římskokatolické farnosti.
 Rada federace zrušila právo udělené na jaře prezidentu Vladimiru Putinovi k nasazení ozbrojených sil na Ukrajině.
27. června – pátek 
 Gruzie, Moldavsko a Ukrajina podepsaly asociační dohody s Evropskou unii.
 Podle Úřadu Vysokého komisaře OSN pro uprchlíky uprchlo před občanskou válkou na Ukrajině zhruba 110 tisíc lidí. Jen za tento týden přesáhl počet běženců 16 tisíc lidí.